# La Race qui meurt
Pour les articles homonymes, voir The Vanishing American.

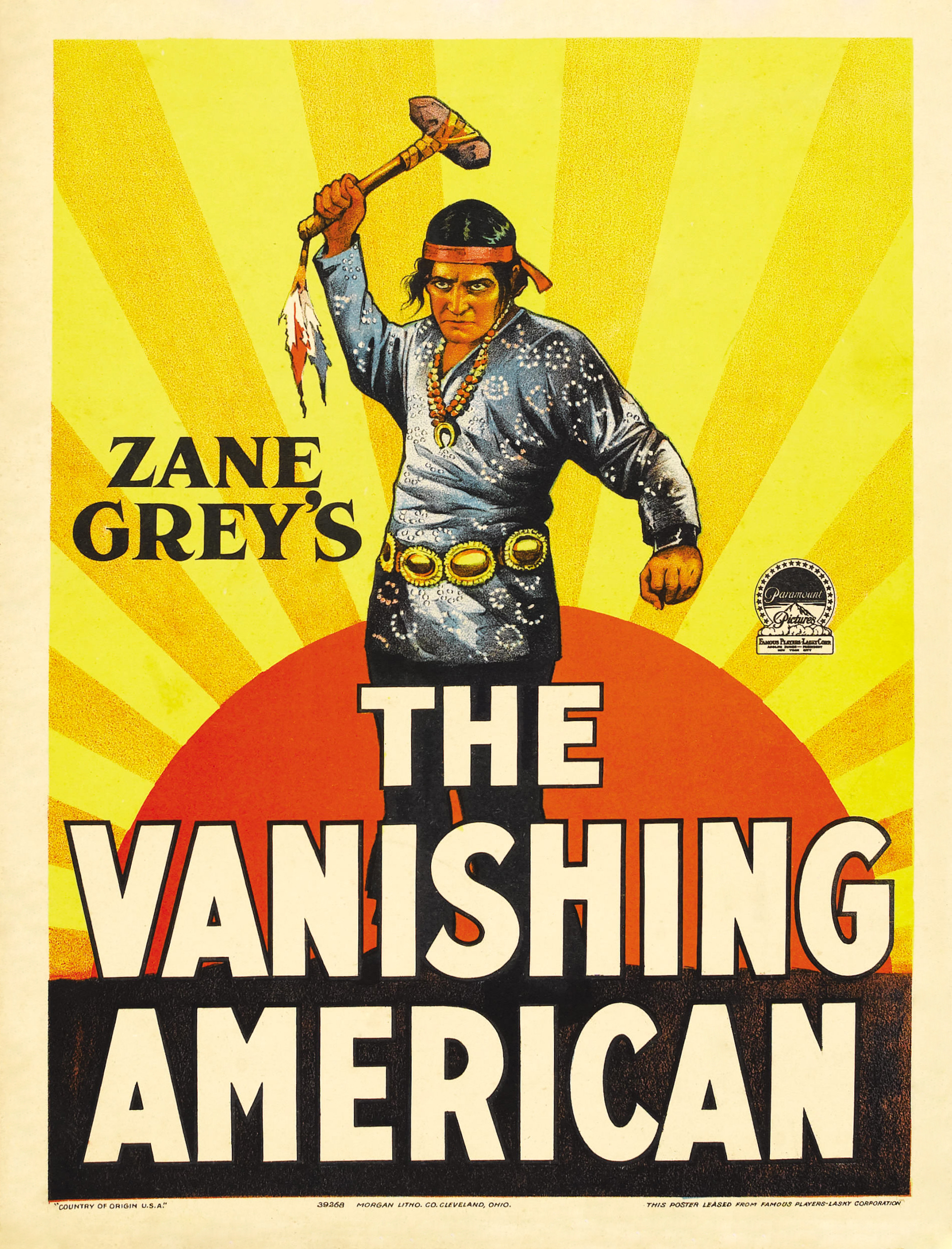
Affiche du film.

La Race qui meurt (The Vanishing American) est un western américain réalisé par George B. Seitz et sorti en 1925. Produit par Famous Players–Lasky et distribué par Paramount Pictures, c'est une adaptation d'un roman de Zane Grey, et il a fait l'objet d'un remake parlant en 1955.

## Synopsis
Le film commence à Monument Valley, alors que des tribus d'indiens occupent falaises; par la suite les Européens sont arrivés et ont imposé leur loi aux indiens. Plus tard, au début du XXe siècle, une tribu de Navajo vit dans une réserve supervisée par un homme qui déteste les indiens, Booker. Avec ses hommes, il vole les meilleurs chevaux des indiens. Nophaie, un chef de la tribu, se plaint auprès des supérieurs de Booker, mais il ne parvient pas à obtenir un traitement équitable de la part des Blancs.
Lorsque la Première Guerre mondiale éclate, le capitaine de l'armée Earl Ramsdale part vers l'ouest à la recherche des chevaux que Booker était censé avoir acheté aux autochtones à un prix raisonnable. Marian Warner, l'enseignante de la Native American School, s'est liée d'amitié avec Nophaie et lui a appris à lire ; elle le convainc que la Grande Guerre est un combat pour un monde plus juste et que, lorsque ce monde viendra, les Amérindiens seront mieux traités. Nophaie, non seulement apporte des chevaux à l'armée, mais lui et bien d'autres s'enrôlent et se distinguent au combat. Mais quand ils reviennent après la fin de la guerre, ils trouvent la vie des Amérindiens encore pire qu'à leur départ. Lorsqu'ils partent sur le sentier de la guerre, Nophaie part pour avertir les Blancs. Nophaie et Booker meurent dans les combats, et le seul réconfort de Nophaie est de mourir dans les bras de Marion, qu'il aimait.

## Fiche technique
- Titre original : The Vanishing American
- Réalisation : George B. Seitz
- Scénario : Lucien Hubbard (adaptation), Ethel Doherty (scénario) d'après le roman The Vanishing American de Zane Grey
- Production : Famous Players–Lasky
- Producteurs : Adolph Zukor, Jesse Lasky
- Photographie : C. Edgar Schoenbaum, Harry Perry
- Genre : Western[1]
- Durée : 110 minutes
- Dates de sortie : 
  - États-Unis : 15 octobre 1925 (New York)
  - États-Unis : 15 février 1926

## Distribution

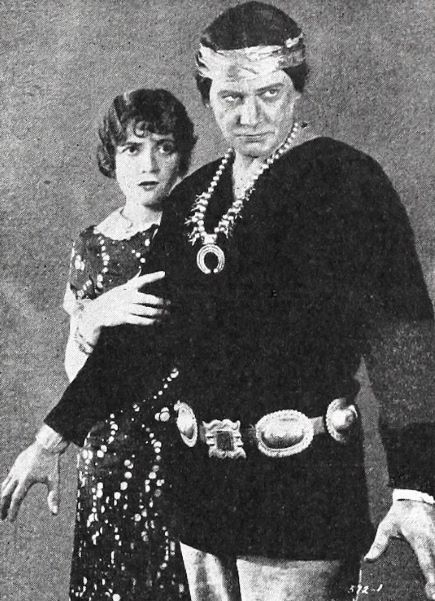
Lois Wilson et Richard Dix.

- Richard Dix : Nophaie,
- Lois Wilson : Marion Warner
- Noah Beery : Booker
- Malcolm McGregor : Earl Ramsdale
- Nocki : garçon indien
- Shannon Day : Gekin Yashi
- Charles Crockett : Amos Halliday
- Bert Woodruff : Bart Wilson
- Bernard Siegel : Do Etin
- Guy Oliver : Kit Carson
- Joe Ryan : Jay Lord
- Charles Stevens : Shoie
- Bruce Gordon : Rhur
- Richard Howard : Glendon
- John Webb Dillon : Naylor
- Gary Cooper (non crédité)

## Commentaires
L'histoire du film est une synthèse du courant humaniste des années 1900-1912, où le bon indien est opposé aux injustices des blancs, malgré sa volonté de s'assimiler. Il annonce certains thèmes des western pro-indiens des années 1950.